# 堀江正章
堀江 正章（ほりえ まさあき、1859年1月2日（安政5年11月29日） - 1932年（昭和7年）10月27日）は日本の画家である。雅号は筑摩。工部美術学校で学び、のちに旧制千葉中学校（現在の千葉県立千葉高等学校）の図画教師となった。黒田清輝ら外光派よりも早く三原色の色彩の原理を取り入れた明るい画風で、「コバルト先生」と呼ばれた。

## 生涯

### 松本在住期
信濃国松本城下・土井尻町に藩士二木宗十郎の三男として生まれた。誕生時は二木正章、のちに叔父の堀江伝十郎の養子となり、堀江正章と名乗る。1873年（明治6年）、15歳で開智学校に入学した。
その後、筑摩県師範講習所に入学した。数学と理科が得意だったという。

### 東京在住期
1878年（明治11年）、工部大学で学ぶため20歳で東京に出るが、同年11月、工部美術学校に入学した。二期生で浅井忠の後輩にあたる。
当時の工部美術学校は外国人の教師を招聘していた。堀江はイタリア人画家フェレッティに師事したが、フェレッティは指導力不足を理由に罷免され、その後はサン・ジョバンニに師事した。サン・ジョバンニは人物画が得意で、明るい絵を描いたと言われ、堀江はその影響を受け、明るい画風となったという。サン・ジョバンニは堀江の絵を高く評価し、帰国時に堀江の作品を持ち帰ったという。
工部美術学校時代の同期生には曽山幸彦（のちの大野幸彦）、松室重剛、藤雅三、上杉熊松らがいる。
1883年（明治16年）、工部美術学校が閉校となった。このことで、洋画を学ぶ教育機関がなくなった。堀江は工部美術学校同窓の曽山、松室とともに洋画を教える画学専門学校という私塾を東京で開いた。しかし、画学専門学校は資金不足のため１年ほどで閉校となった。
画学専門学校が閉校になった後、堀江は長野に帰り、肖像画の制作をしていた。

### 大幸館期
1892年（明治25年）、工部美術学校で堀江と同窓だった大野（曽山）幸彦が死没する。大野は画学専門学校廃校後も私塾を開き、洋画の指導をしていた。大野の死後、弟子の玉置金司、岡田三郎助、中沢弘光たちは堀江を教師として招聘し、新たな洋画の私塾を開いた。この私塾は大野幸彦の名前をとって「大幸館」と名付けられた。
工部美術学校の同窓生である松室を顧問に迎え、堀江はこの私塾で週2回講師を務めた。ほかに、玉置は助教授を務めた。
大幸館も経営が苦しかったため、堀江は塾を維持するために各国の大使館からの依頼を受けて仕事をしていたといわれるが、その作品の詳細はわかっていない。林董の紹介により、ロシア皇帝の肖像画やイタリア公使館の壁画を手がけたと言われている。
この頃堀江が指導した塾生には和田英作、岡田三郎助、中沢弘光、矢崎千代二、三宅克己、高木背水、北澤楽天、亘理寛之助などがいる。1896年（明治29年）に東京美術学校に西洋画科ができると、主な塾生は助教授や生徒としてそちらに移ってしまい、翌97年（明治30年）閉塾となっている。堀江は東京美術学校に移らなかったため、同じ道を選んだ北澤楽天を預かって新聞小説の挿絵などを描いて生計を立て、楽天が横浜の週刊英字新聞社に入社するまで指導した。

### 千葉在住期
1897年（明治30年）、堀江は39歳で千葉中学校（現在の千葉県立千葉高等学校）に赴任し、以後35年間、図画の教員として勤務した。また、学生寮の舎監も務めていた。
堀江の前任者は大幸館で指導した亘理寛之助で、亘理が仙台に帰郷することになり後任を引き受けた。
堀江は教員免許がなく、嘱託教師だった。美術教員としての免状を取るために校長が申請を促したが、かつて指導した後輩に教員としての資格を量られるのが嫌で自らは免状を得ようとしなかったと言われている。この当時の試験委員長は大幸館時代の塾生・岡田三郎助だった。やがて規則が改正され、条件を満たせば、校長の推薦状を添えて出願すると無試験で免許状が得られるようになり、当時の西村房太郎校長の推薦により教員となった。
堀江が千葉中学校で指導し、のちに画家となったのは柳敬助、石井林響、大野隆徳、菅谷元三郎、板倉鼎、和田清、浅井真、国松伽耶、青木滋芳、遠藤健郎がいる。
1902年（明治35年）、千葉県知事阿部浩の委嘱を受け、多古町の耕地整理の状況を描いた「耕地整理図」を完成させた。「耕地整理図」は第5回内国勧業博覧会に出品された。
1904年（明治37年）、千葉中学校の帽章をデザインした。
1911年（明治44年）、堀江はこの頃、再び洋画の研究所を開こうとしていたが、1912年（明治45年）、松本市で火災が起き、堀江の生家も全焼した。堀江は存命だった母と兄を千葉に迎えた。
1913年（大正2年）、55歳で山田茂代と結婚し、都川の近くに住んだ。56歳の時、娘・澄子を儲けた。
1922年（大正11年）11月1日、堀江の勤続25年を祝う祝賀会が催された。この日は千葉中学校創立44周年記念日で、堀江の展覧会も催された。堀江はこの展覧会に「富士山」という作品を出品している。
1932年（昭和7年）10月27日、腎臓病の悪化により74歳で死去。墓は千葉市中央区の高徳寺にある。

## 没後
1953年（昭和28年）、大阪城公園内の教育塔に合祀された。
1955年（昭和30年）7月、堀江正章先生顕彰会が設立された。会長は堀江が千葉中学校勤務時の校長西村房太郎で、堀江の事績をまとめ、洋画の発展にどのような貢献をしてきたか、また房総文化への影響を研究し、後世に伝えることを目的としていた。そのために堀江の顕彰碑の建立、伝記の編纂、作品展覧会などの事業を行うこととしていた。顕彰会は千葉県立中央図書館を事務所とし、11月に高徳寺境内に顕彰碑を建立した。西村房太郎が撰碑し、浅見喜舟が碑文を書いている。11月3日に除幕式が行われている。また、同日から千葉県立中央図書館で堀江の遺作と弟子の作品を集めた展覧会が開催された。この展覧会には堀江の遺作14点のほか、弟子や縁故者の作品15品が展示された。さらに、1956年（昭和31年）7月に堀江の伝記を出版した。
1978年（昭和53年）12月7日から1月15日まで、千葉県立美術館で展覧会「堀江正章とその周辺」が開催された。図録には堀江の作品が19作品掲載されている。
1996年（平成8年）、1月27日から2月25日まで、千葉県立美術館で「堀江正章と旧制千葉中学校の弟子たち」が開催された。
2008年（平成20年）、4月15日から5月6日まで、千葉県立美術館でアートコレクション「堀江正章と旧制千葉中学校の教え子たち」が開催された。第1展示室で15点を展示した。

## 作品
堀江の工部美術学校時代の作品はサン・ジョバンニが帰国の際持ち出したとされ、残っていない。また、大幸館時代の作品も残っていない。
三原色の原理を用いた画法により、当時の洋画としては明るい画風だった。1894年に黒田清輝がフランスから帰国して、印象派風の明るい画風を日本に紹介したことから油絵の色彩は明るくなっていった。堀江は黒田清輝ら外光派の流行よりも早く明るい絵を描いていた。
千葉中学校に赴任した後の作品も数少ないが、1978年開催の千葉県立美術館での展覧会には19作品が出品されており、うち12枚は肖像画である。肖像画のほとんどは個人所蔵である。

### 耕地整理図
香取郡多古町島地籍の耕地整理を描いたもので、1901年（明治34年）から1902年（明治35年）頃、千葉県知事阿部浩の委嘱により制作した60号2枚の油絵である。千葉県立美術館所蔵。耕地整理図は多古町を描いたもののほか、一宮町を描いたものもあったとされるが、現存していない。

### 室内草花
室内草花の図とも。1912年（明治45年）千葉県庁新築落成を記念して描かれた40号の作品だが、落成記念の博覧会には出品されなかったといわれている。
松戸の園芸学校に通って制作したという。
東京芸術大学附属芸術資料館（現在の東京芸術大学大学美術館）所蔵。

### 富士山
神奈川県片瀬から見た富士山の図といわれる。片瀬に住んでいた弟子の玉置金司を訪ねた際に富士山のスケッチをしていた。大正大正11年の勤続25年祝賀の展覧会に出品したもので、制作時期は1922年頃。サイズは50号。県立千葉高等学校美術館所蔵。

### 旧制千葉中学校帽章
明治37年にデザインしたもので、葛の葉に「中」の字をあしらっている。
古事記、日本書紀に出てくる応神天皇の歌「千葉の葛野を見れば百千足る家庭も見ゆ国の秀も見ゆ」から着想し、「千葉」と「葛」には縁があるとして図案にしたとされる。このデザインは現在の千葉県立千葉高等学校の校章に引き継がれている。

### その他の作品

#### 肖像画
- 西村房太郎（1926年から1930年頃制作、千葉県立美術館蔵）[44]
- 西村房太郎祖母像（1926年から1930年頃制作、千葉県立美術館蔵）[44]
- 井上甚太郎像[3]
- 井上善次郎像[3]
- 白鳥儀三郎氏父像[3]
- 白鳥儀三郎氏母堂[3]
- 鈴木利右衛門像[3]
- 内田実像[3]
- 高橋善四郎像[3]
- 鶴岡常太郎像[3]
- 飯田正宣像（1892年頃制作）[3]
- 飯田きみ像（1892年頃制作）[3]

#### その他
- 少女[3]
- 花と少女（1928年頃制作）[3]
- 小鳥と少女[32]
- 石膏像脚部（東京芸術大学附属芸術資料館（現東京芸術大学大学美術館）所蔵[3]。）
- 西村房太郎富士登山の図[3]

### 著述
堀江は千葉中学校の校友会雑誌に「明治時代の西洋画」という題で工部美術学校時代から私塾時代の洋画界のことを書いている。